# Klawdia
Klawdia (gr. Κλαυδιά) – wieś w Republice Cypryjskiej, w dystrykcie Larnaka. W 2011 roku liczyła 427 mieszkańców.